# 看守人級設標船
看守人級設標船是一款服役於美國海岸警衛隊的設標船，主要任務為維護沿岸的浮標與陸基標誌，並同時執行海洋環境保護、搜救行動、執法任務以及輕度破冰作業。
相較於另一款同時服役於海岸警衛隊的杜松子級，看守人級負責執行近海沿岸作業，而杜松子級則負責遠至大西洋的遠洋海洋作業，河岸作業則由內河設標船負責。

## 發展
由於美國海岸警衛隊的設標船團在1990年代時已經面臨老化的困境，甚至有部分船隻從二戰服役至今，因此海岸警衛隊的時任上層機關美國運輸部開始尋找解決方案，並依照行政管理和预算局的第A-109號通告決定整體合約流程。
隨後該計畫由交通系統採購與審查委員會（英語：Transportation Systems Acquisition and Review Council）進行審查，並於1992年3月25日獲得批准。國會在1993財年預算中撥款2300萬美元，作為第一階段的採購經費。1992年7月1日，海岸警衛隊向造船業者發出提案請求（Request for Proposals, RFP）。1993年3月12日，完成技術與成本評估。1993年5月17日，完成最終合約談判。1993年6月1日，美國海岸巡防隊司令發布了一份名為《WLM(R) 要求通告》（WLM(R) Circular of Requirements）的文件，規定了艦艇設計的主要規格。最終於1993年6月22日授予馬裏內特海洋公司合約。此採購過程的一些方面後來受到了美國政府問責署的批評。
該合約為固定價格合約，涵蓋詳細設計與首艘艦艇——艾達·劉易斯號的建造，固定成本為2200萬美元，另附加各種績效獎勵機制，並包含額外13艘艦艇、備件與訓練的選購條款。若海岸警衛隊行使所有選購權，整體合約價值將達2.91億美元。海岸警衛隊於1996年2月7日行使3艘追加艦艇的選購權，於1997年2月行使6艘追加艦艇的選購權，並於1997年9月行使最後 4 艘的選購權。
在授予合約的同時，海岸警衛隊宣布計畫新款的14艘看守人級設標船取代老舊的白級及紅級設標船，並將會節省大筆的維護預算。同時因為採用更加先進的技術，所需要的船員也減少為18名。
在更換近海設標船的同時，海岸警衛隊也將老舊的遠洋設標船變更為杜松子級，因此兩款船採用諸多相似的技術，例如Z型推進系統。為此，海岸警衛隊在馬里內特造船廠設立了一個由60人組成的專案駐地辦公室，以同時監督並協助這兩項的造艦計畫。

### 設計

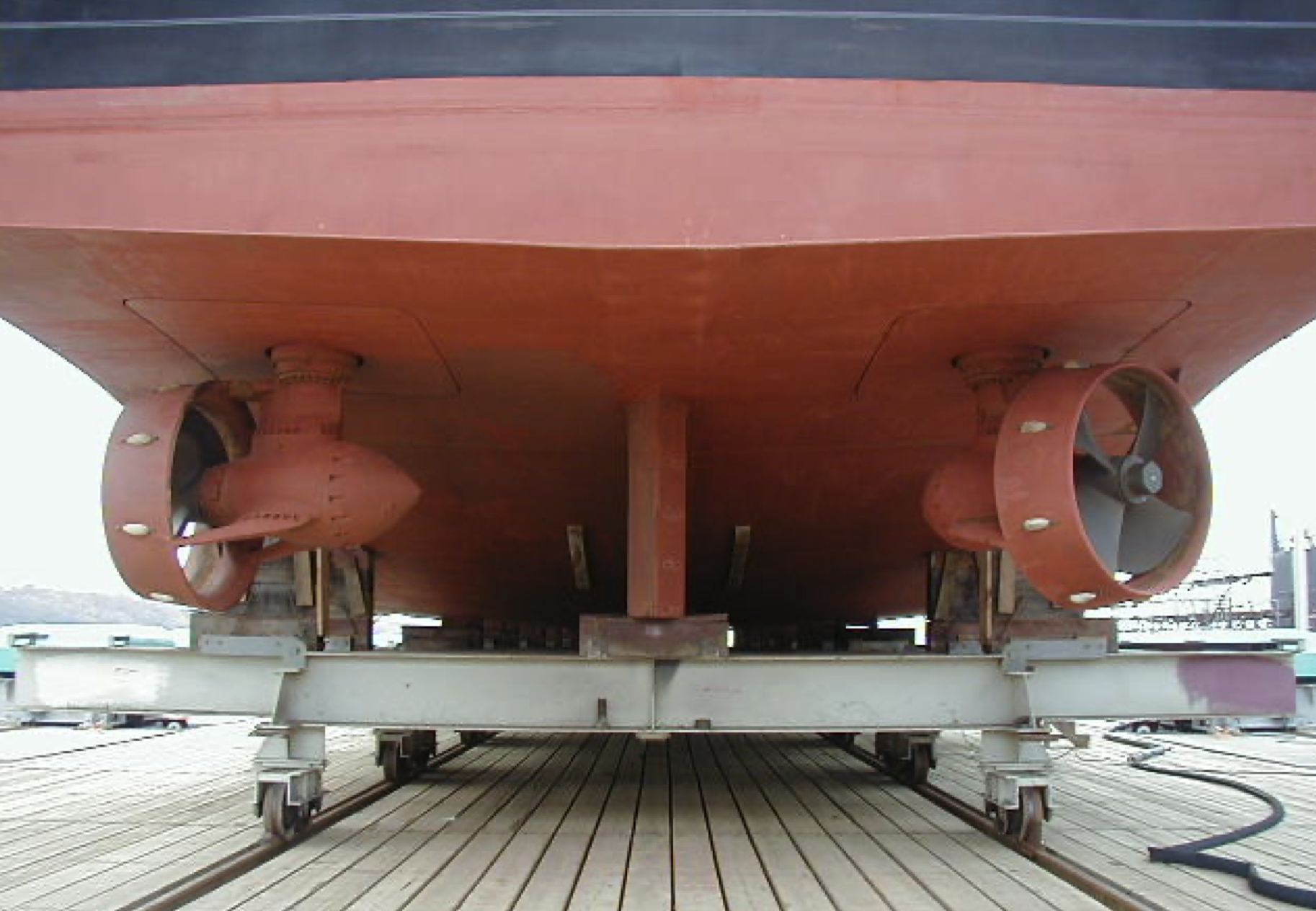
Z型推進系統

看守人級共14艘，並且皆由位於威斯康辛州馬裏內特的馬裏內特海洋公司建造。船體採用焊接鋼板製成，與傳統的龍骨起造方式不同，馬里內特海洋公司採用了模組化建造方法。艦艇的 8 個大型模組先分別建造，然後再進行焊接組裝。
發動機則採用兩具開拓重工3508 DITA（直噴、渦輪增壓、後冷式）8缸柴油引擎，每具輸出1,000匹馬力（750千瓦特），驅動兩具烏斯坦Z 型推進器。看守人級是美國海岸警衛隊首批配備Z型推進器的巡邏艦，提升其在冰面等狹窄海域的機動性。Z型推進器配備四葉螺旋槳，直徑為57.1英寸（145） ，並設有導管螺旋槳。
Z型推進器可在舵模式下運作，即兩個推進器朝同一方向轉動以操控船隻，或在Z-conn模式下運作，即兩個推進器可朝不同方向轉動。由於採用Z型推進器，該級艦艇不設倒檔或舵機。如需倒退行駛，Z 型推進器會轉向180度，使艦艇以船尾向前航行，螺旋槳仍維持原本的轉動方向。看守人級的燃料艙可容納16,385美制加侖（62,020公升；13,643英制加侖）的柴油，以10節（19每小時；12英里每小時）航行時的續航力可達2,000海里（3,700；2,300英里）。艦艇配備一具500-匹馬力（370-千瓦特）的艏側推進器。Z型推進器與艏側推進器可連接至動態定位系統，使看守人級能夠在強勁水流、風浪中維持固定位置，並回收重達16,000英磅（7,300）以上的浮標。
電力系統則由三具卡特彼勒3406 DITA 發電機提供，每具輸出285kW。另配備一具210kW的緊急發電機。
浮標甲板的作業面積為1,335平方英尺（124.0平方）。艦艇裝有一座起重機，吊臂長度42英尺（13），可用於吊起浮標及其錨泊裝置。起重機的最大負載能力為20,000英磅（9,100）。艦艇的淡水艙可容納7,339美制加侖（27,780公升；6,111英制加侖）的淡水。另配備三座压载水舱，可注水以調整船體平衡。此外，還設有污油水艙、污水艙、灰水艙、新機油艙及廢機油艙。
艦艇的居住空間自設計初期即考慮混合性別編制需求。艦員人數與編制在不同時期有所變化。最開始為18人，並由一名准尉指揮。，到2000年時則增加至20人，近期的編制則為2名軍官及22名士兵。  Currently, the crew is 2 officers and 22 enlisted personnel.

### 破冰

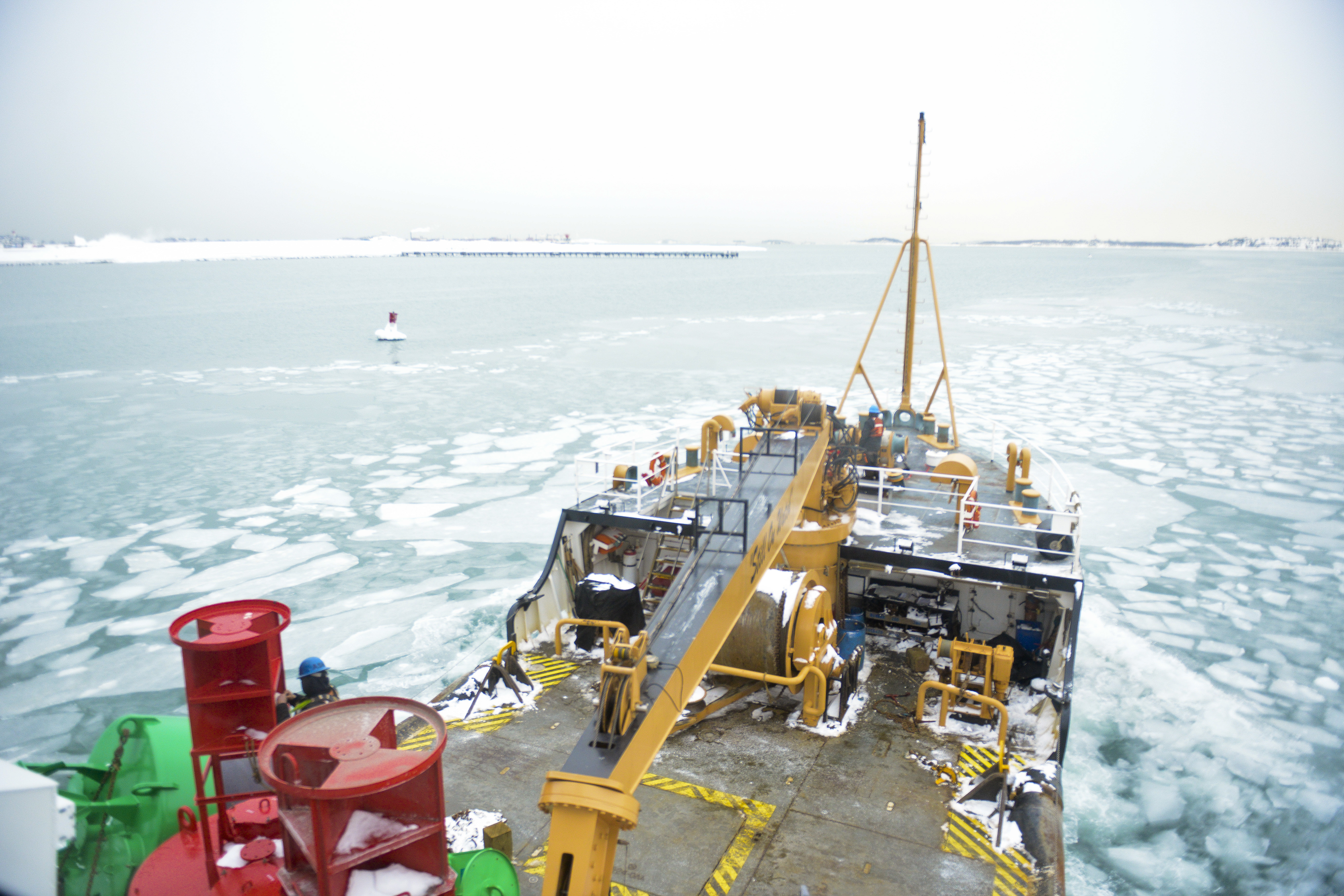
正在波士頓附近海面執行破冰任務的馬庫斯·漢娜號

看守人級的船體在水線附近加強了抗冰帶，使其能夠在結冰水域執行執行航標維護。抗冰帶的船殼鋼板比其他部分更厚，且在承受較大冰壓的區域，骨架結構間距更小。此外，抗冰帶部分的船殼鋼板採用了更高等級的鋼材，以防止在低溫環境下出現裂痕。
看守人級的船首為傾斜設計，使其在遇到浮冰時不會直接撞擊，而是壓在冰層上，利用船體重量壓碎冰面。這些艦艇能夠以3節（5.6每小時；3.5英里每小時）的速度破除厚度達9-英寸（230-） 的平坦冰層。
每艘看守人級皆配備一艘艦載小艇，並設有吊艇架。最初裝備的是 CB-M 型小艇，但在2010年代中期更換為CB-ATON-M型小艇。這些小艇由Metal Shark Aluminum Boats製造，每艘造價約21萬美元。小艇全長18英尺（5.5） ，配備一具Mercury Marine內外混合式柴油引擎。

## 同級艦
| 艦名              | 舷號    | 造船廠           | 下水       | 服役       | 退役 | 現況   | 照片 |
| ----------------- | ------- | ---------------- | ---------- | ---------- | ---- | ------ | ---- |
| 艾達·劉易斯號     | WLM-551 | 馬裏內特海洋公司 | 1995-10-14 | 1997-04-11 | 尚未 | 服役中 |      |
| 凱瑟琳·沃克號     | WLM-552 | 馬裏內特海洋公司 | 1996-09-14 | 1997-11-01 | 尚未 | 服役中 |      |
| 艾比·伯吉斯號     | WLM-553 | 馬裏內特海洋公司 | 1997-04-05 | 1998-07-31 | 尚未 | 服役中 |      |
| 馬庫斯·漢娜號     | WLM-554 | 馬裏內特海洋公司 | 1997-08-23 | 1998-05-09 | 尚未 | 服役中 |      |
| 詹姆斯·藍欽號     | WLM-555 | 馬裏內特海洋公司 | 1998-04-25 | 1999-05-01 | 尚未 | 服役中 |      |
| 約書亞·阿普爾比號 | WLM-556 | 馬裏內特海洋公司 | 1998-08-08 | 1999-05-07 | 尚未 | 服役中 |      |
| 法蘭克·德魯號     | WLM-557 | 馬裏內特海洋公司 | 1998-12-05 | 2000-04-05 | 尚未 | 服役中 |      |
| 安東尼·佩蒂號     | WLM-558 | 馬裏內特海洋公司 | 1999-01-30 |            | 尚未 | 服役中 |      |
| 芭芭拉·馬布瑞蒂號 | WLM-559 | 馬裏內特海洋公司 | 1999-03-27 | 1999-11-20 | 尚未 | 服役中 |      |
| 威廉·泰特號       | WLM-560 | 馬裏內特海洋公司 | 1999-05-30 | 2000-06-03 | 尚未 | 服役中 |      |
| 哈里·克萊伯恩號   | WLM-561 | 馬裏內特海洋公司 | 1999-06-12 | 2000-03-31 | 尚未 | 服役中 |      |
| 瑪麗亞·布雷號     | WLM-562 | 馬裏內特海洋公司 | 1999-09-18 | 2000-07-26 | 尚未 | 服役中 |      |
| 亨利·布萊克號     | WLM-563 | 馬裏內特海洋公司 | 1999-11-20 | 2000-10-27 | 尚未 | 服役中 |      |
| 喬治·科布號       | WLM-564 | 馬裏內特海洋公司 | 1999-12-18 | 2000-10-27 | 尚未 | 服役中 |      |

## 補充
1. ↑  美國海岸警衛隊的上轄機關於2003年改為新創立的美國國土安全部
2. ↑  備用發電機為卡特彼勒 3406 DIT
3. ↑  該級的所有艦名皆是以美國的燈塔看守人（英语：Lighthouse keeper）命名
4. ↑  致敬美國燈塔看守人（英语：Lighthouse keeper）艾达·刘易斯
5. ↑  致敬美國燈塔看守人（英语：Lighthouse keeper）凱瑟琳·沃克（英语：Katherine Walker）
6. ↑  致敬美國燈塔看守人（英语：Lighthouse keeper）艾比·伯吉斯（英语：Abbie Burgess）
7. ↑  致敬美國燈塔看守人（英语：Lighthouse keeper）馬庫斯·漢娜（英语：Marcus Hanna (lighthouse keeper)）
8. ↑  致敬美國燈塔看守人（英语：Lighthouse keeper）詹姆斯·藍欽（英语：James Rankin (lighthouse keeper)）
9. ↑  致敬美國燈塔看守人（英语：Lighthouse keeper）約書亞·阿普爾比(英語：Joshua Appleby)
10. ↑  致敬美國燈塔看守人（英语：Lighthouse keeper）法蘭克·德魯（英语：Frank Drew (lighthouse keeper)）
11. ↑  致敬美國燈塔看守人（英语：Lighthouse keeper）安東尼·佩蒂(英語：Anthony Petit)
12. ↑  致敬美國燈塔看守人（英语：Lighthouse keeper）芭芭拉·馬布瑞蒂（英语：Barbara Mabrity）
13. ↑  致敬美國燈塔看守人（英语：Lighthouse keeper）威廉·泰特（英语：William Tate (lighthouse keeper)）
14. ↑  致敬美國燈塔看守人（英语：Lighthouse keeper）哈里·C·克萊伯恩（英语：Harry C. Claiborne）
15. ↑  致敬美國燈塔看守人（英语：Lighthouse keeper）、作家兼藻類學家瑪麗亞·布雷（英语：Maria Bray）
16. ↑  致敬美國燈塔看守人（英语：Lighthouse keeper）亨利·布萊克（英语：Henry Blake (lighthouse keeper)）
17. ↑  致敬美國燈塔看守人（英语：Lighthouse keeper）喬治·科布（英语：George Cobb (lighthouse keeper)）